# Хименес, Франциско
Франциско Хименес (исп. Francisco Ximénez, 23 ноября 1666, Севилья — 1722 или 1730[…], Сальвадор) — испанский монах-доминиканец, известен тем что скопировал и дополнил переводом на испанский язык древний манускрипт индейцев месоамерики, известный как Пополь-Вух. Существует мало сведений о жизни отца Хименеса. Помимо этого дата его крещения и общепринятая дата рождения не совпадают, также плохо определена фактическая дата его смерти, это может быть конец 1729-го, начало 1730-го. Скудные факты из его биографии гласят, что он вступил в семинарию в Испании и прибыл в Новый Свет в 1688, где закончилось его служение.

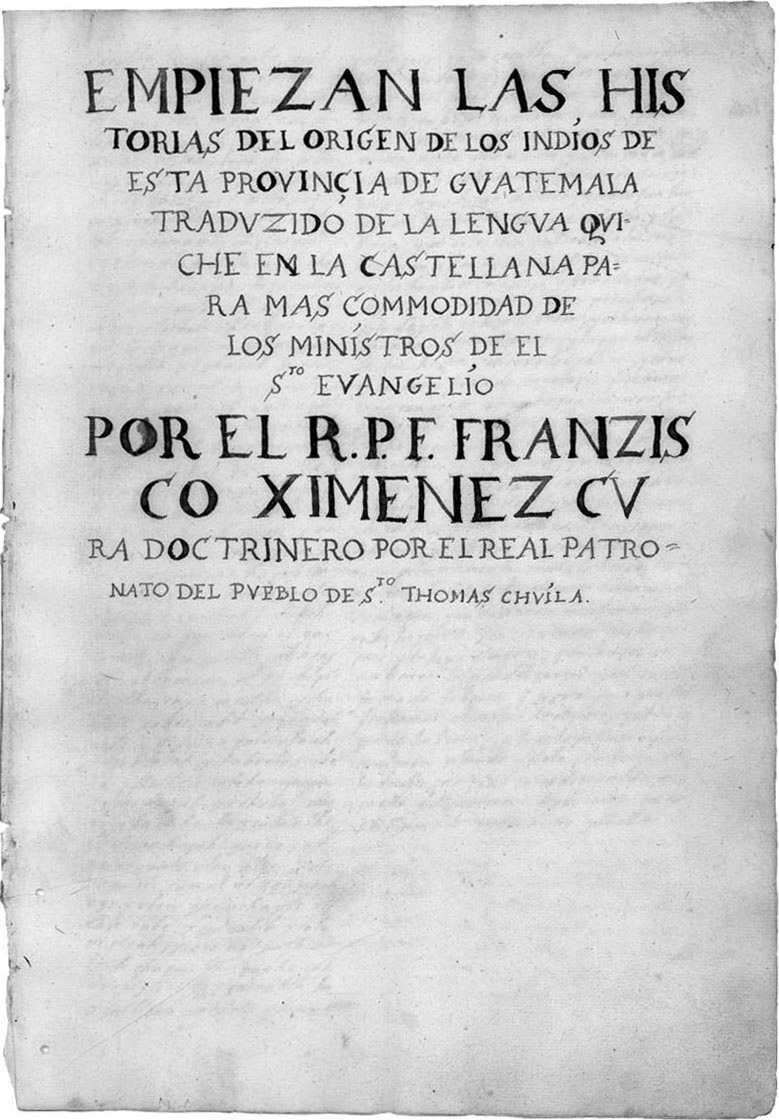
Тут начинаются истории коренных индейцев провинции Гватемалы. Переведенные с языка киче на кастильский для удобства служителей святого Евангелия R[почтенным] P[отцом] F[монахом] Франциском Хименесом, священником королевского совета Санто Томас Чила (Santo Tomás Chilá).

Служение отца Хименеса началось в 1691 в городах Сан Хуан Сакатепекуез (San Juan Sacatepéquez) и Сан Педро де ла Хуертас (San Pedro de las Huertas), где он изучал какчикельский язык. В декабре 1693-го Хименес начинает священную службу, в качестве доктринеро (doctrinero) в городе Сан Педро де ла Хуертас и прибывает на этой должности по крайней мере 10 лет, за это время его приводят в Санто Томас Чичикастеннанго (Santo Tomás Chichicastenango, известная как Chuilá) с 1701 по 1703. Также с 1704 по 1714 служил приходным священником, а начиная с 1705 также викарием и генеральным проповедником города Рабиналь.
Время пребывания Хименеса в Санто Томас Чичикастеннаго с 1701 по 1703 вероятно относится к его работе над копированием и переводом Пополь-Вуха. Позже, в 1715-м Хименес включил одноязычную редакцию текста в книгу (Historia de la provincia de San Vicente de Chiapa y Gvatemala). Отец Хименес известен как автор "Primera parte de el tesoro de las lengvas kakchiqvel, qviche y qutuhil", "Historia natural del Reino de Guatemala".